# Eving (okręg administracyjny)
Eving, Dortmund-Eving – okręg administracyjny (Stadtbezirk) w Dortmundzie, w kraju związkowym Nadrenia Północna-Westfalia. Liczy 36 168 mieszkańców (31 grudnia 2012) i ma powierzchnię 22,89 km².

## Dzielnice
Okręg składa się z czterech dzielnic (Stadtteil):
1. Brechten
2. Eving
3. Holthausen
4. Lindenhorst